# Synagoga w Brzecławiu
Synagoga w Brzecławiu (cz. Synagoga v Břeclavi) – synagoga znajdująca się w Brzecławiu, w Czechach.
Synagoga została wzniesiona w 1868 roku. Jest to budowla neoromańska z elementami mauretańskimi wewnątrz. Po II wojnie światowej służyła jako magazyn. W latach 1997–1999 przeprowadzono gruntowny remont synagogi i zaadaptowano ją na cele kulturalne.

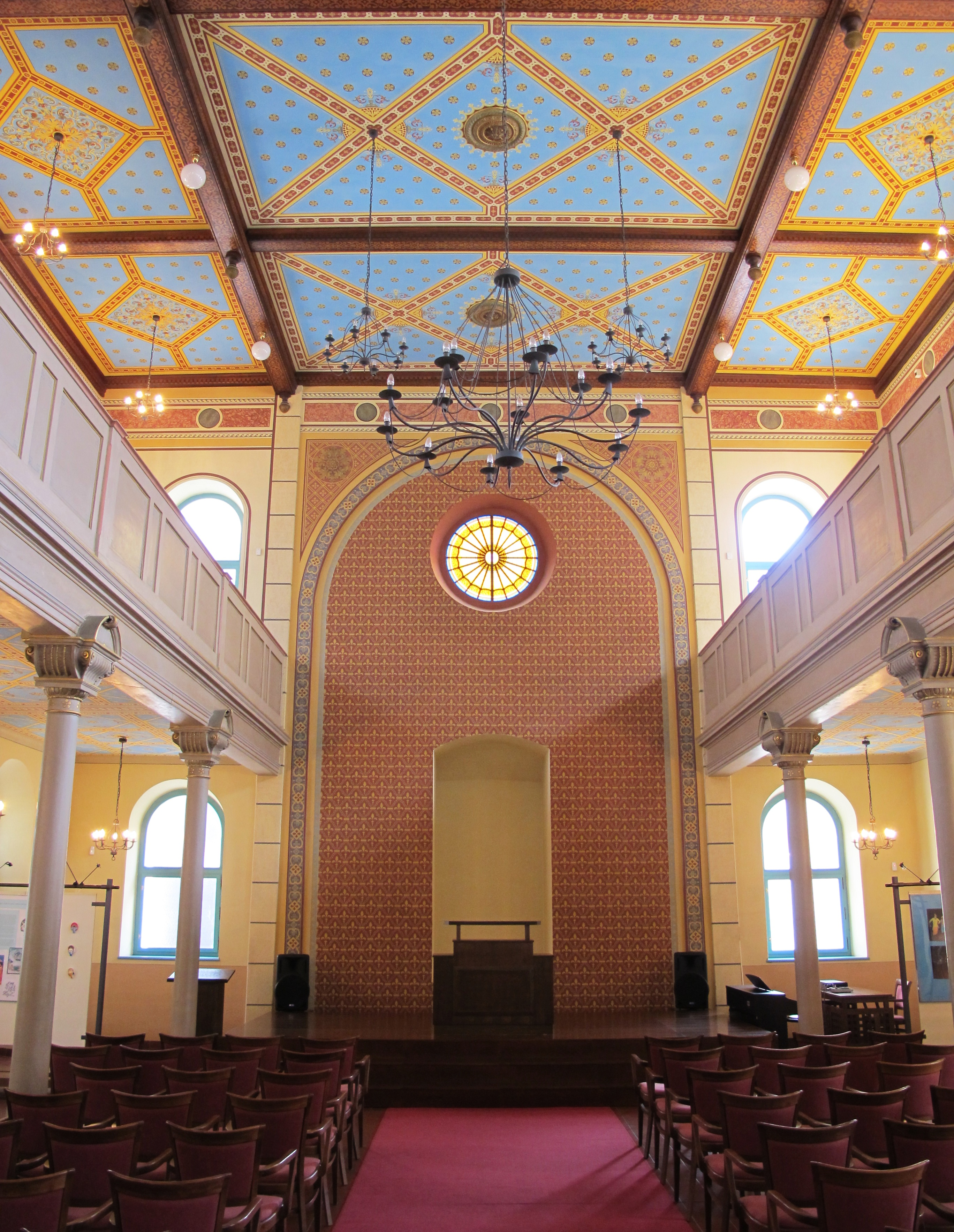